# Liste von Jazzmusikern/Y
| Abk.  | Instrument           |
| ----- | -------------------- |
| acc   | Akkordeon            |
| acl   | Altklarinette        |
| afl   | Altflöte             |
| arr   | Arrangement          |
| as    | Altsaxophon          |
| b     | Bass                 |
| bar   | Baritonsaxophon      |
| bcl   | Bassklarinette       |
| bjo   | Banjo                |
| bl    | Bandleader           |
| bo    | Bongo                |
| bs    | Basssaxophon         |
| cl    | Klarinette           |
| clo   | Cello                |
| comp  | Komponist            |
| cond  | Dirigent             |
| cor   | Kornett              |
| dr    | Schlagzeug           |
| eh    | Englischhorn         |
| ep    | Elektronisches Piano |
| fg    | Fagott               |
| fl    | Flöte                |
| flh   | Flügelhorn           |
| frh   | Frenchhorn           |
| gisy  | Gitarrensynthesizer  |
| git   | Gitarre              |
| gl    | Glockenspiel         |
| har   | Mundharmonika        |
| harp  | Harfe                |
| kb    | Kontrabass           |
| keyb  | Keyboard             |
| lyra  | Lyra                 |
| mando | Mandoline            |
| mar   | Marimba              |
| obo   | Oboe                 |
| org   | Orgel                |
| p     | Piano                |
| perc  | Perkussion           |
| picb  | Piccolobass          |
| pictp | Piccolotrompete      |
| reeds | Holzblasinstrumente  |
| sax   | Saxophon             |
| ss    | Sopransaxophon       |
| syn   | Synthesizer          |
| tb    | Tuba                 |
| th    | Tenorhorn            |
| tp    | Trompete             |
| trb   | Posaune              |
| ts    | Tenorsaxophon        |
| tt    | Turntables           |
| vib   | Vibraphon            |
| viola | Viola                |
| vl    | Violine              |
| voc   | Gesang               |

Diese Liste ist eine Unterseite der Liste von Jazzmusikern.

## Ya – Yi
- Sol Yaged cl
- Sam Yahel org
- Terumichi Yamada kb
- Mabumi Yamaguchi ts
- Eri Yamamoto p
- Yūsuke Yamamoto dr, perc, vib
- Chihiro Yamanaka p
- Miki Yamanaka p
- Yoshiyuki Yamanaka sax
- Koichi Yamazaki kb
- Yōsuke Yamashita p
- Stomu Yamashta perc
- Hiroshi Yamazaki p
- Kōichi Yamazaki kb
- Jimmy Yancey p
- Milt Yaner sax, cl, fl
- Jeong Lim Yang kb
- Jason Yarde as, ss, p, comp, arr
- Kazuo Yashiro p
- Fumio Yasuda p, comp, arr
- Minami Yasuda voc
- Keith Yaun git
- Alon Yavnai p
- Jason Yeager p, comp
- Lucy Yeghiazaryan voc
- Pete Yellin sax, fl, cl
- Andile Yenana p, keyb, arr
- Christos Yermenoglou dr, perc
- Çağlayan Yıldız git, b, comp

## Yo – Yv
- Clark Yocum git, bjo, voc
- Steve Yocum trb, voc
- Toshiaki Yokota fl
- Shōji Yokouchi git
- Tatsuji Yokoyama perc
- Masayoshi Yoneda p, keyb, synth
- Yasushi Yoneki kb
- Frédéric Yonnet har
- Pete York dr
- Sumiko Yoseyama voc
- Otomo Yoshihide comp, git, tt
- Yasuhiro Yoshigaki dr, perc
- Arthur Young p, bl
- Austin Young kb, trb
- Bernie Young cor, tp, bl
- David Young ts
- El Dee Young b, cello
- Jacob Young git, comp, bl
- John Merritt Young p
- Jordan Young dr
- Karen Young voc, git, comp
- Larry Young org
- Lee Young dr
- Lester Young ts
- Snooky Young tp
- Trummy Young trb
- Willis Young tp, trb
- Brandee Younger harp
- Peter Ypma dr
- Asaf Yuria ss, ts
- Ateshghan Yuseinov git
- Daniel Yvinec kb, cond